# Spinipterus
Spinipterus is een monotypisch geslacht van straalvinnige vissen uit de familie van de houtmeervallen (Auchenipteridae).

## Soorten
- Spinipterus acsi Akama & Ferraris, 2011